# Charles Rich, IV Conte di Warwick
Charles Rich (1619 – 29 maggio 1673) fu il quarto conte di Warwick, barone di Rich e membro della Camera dei Lord.

## Biografia
Era figlio di Robert Rich, II conte di Warwick e di Frances Hatton.
Ereditò il titolo di conte di Rich alla morte di suo fratello maggiore Robert avvenuta nel 1659 senza lasciare eredi maschi.
Sposò Mary Rich, figlia di Richard Boyle, I conte di Cork, da cui ebbe solo una figlia, Elizabeth, morta durante l'infanzia.
Charles morì nel 1673 e il titolo passò a suo cugino Robert Rich, secondo conte di Holland.